# Helgoland-osztály
A Helgoland-osztály (más néven módosított Admiral Spaun-osztály, németül Helgoland-Klasse, vagy Rapidkreuzer) az Osztrák–Magyar Monarchia haditengerészetének egyik kiemelkedően jól sikerült, gyors és modern cirkálóosztálya. Az osztály tagjai kivétel nélkül sok bevetésen vettek részt és mindegyik átvészelte az első világháborút.

## Története
1911 márciusában a Monarchia tengerészete egy flottamodernizációs programról döntött, amelynek középpontjában többek között a gyorscirkálók álltak. Ezek az Admiral Spaun-osztály új, módosított példányai voltak. Az új hadihajók megépítése válasz volt az olasz haditengerészet cirkálófejlesztéseire. Az első hajó az SMS Saida volt, amelynek építése fél évvel a döntés után, 1911. szeptember 9-én kezdődött meg. Ezzel nagyjából egy időben indult meg a második egység, az SMS Helgoland gerincfektetése is. Az osztály harmadik hajóját, az SMS Novarát két évvel később, 1913-ban kezdték építeni. A Saida kivételével, amely Triesztben épült, a másik két hajót már hazai vizeken, Fiuméban gyártották, a magyar Ganz-Danubius üzemeiben. Az utolsó egység, a Novara csupán 1915 januárjában állt szolgálatba. Habár az elsőként megkezdett hajó a Saida volt, mégsem ez, hanem a Helgoland lett az osztály névadó tagja, mivel az állt pár nappal előbb szolgálatba.

## Technikai jellemzők
Az osztálynak a mérnökök azt a feladatot szánták, hogy gyors műveletekben vegyen részt és sebessége révén lehagyja a nagyobb, vagy vele egy kategóriába tartozó hajókat. Emiatt több súlycsökkentő eljárást is végrehajtottak az eredeti SMS Admiral Spaunhoz képest. Például elhagyták az indítóturbinákat, csupán 10 cm-es űrméretű maximális tüzérséget alkalmaztak, ami később hátránynak is bizonyult a háború során, hiába hívták fel rá a figyelmet már a tervezésnél a mérnökök. A hajó formáját kecsesre szabták, a 129 méter hosszú hajótesthez mindössze 12 méter szélesség társult, így a hosszúság-szélesség aránya 10:1-hez lett, ami irigylésre méltó tulajdonságokkal ruházta fel az osztály hajóit. A 16 db Yarrow széntüzelésű kazán, 2 db AEG Curtis-turbinával 29 000 lóerőt biztosított, ami két hajócsavaron át fejtette ki hatását. Így az elérhető legnagyobb sebesség rendkívül jelentős lett: 29 csomó, azaz kb. 54 km/h, amivel az osztály tagjai a kor leggyorsabb hajói közé tartoztak. A gyorsaságnak ára volt, a fentebb említett kis űrméretű lövegek mellett a tervezők meglehetősen vékony páncélzatot terveztek a hajónak, de érdekes módon ez a csatákban nem lett hátrány, mind a Helgoland, mind a Novara részt vett több ütközetben is és még súlyos találatokkal is haza tudtak térni.

## Bevetésekben

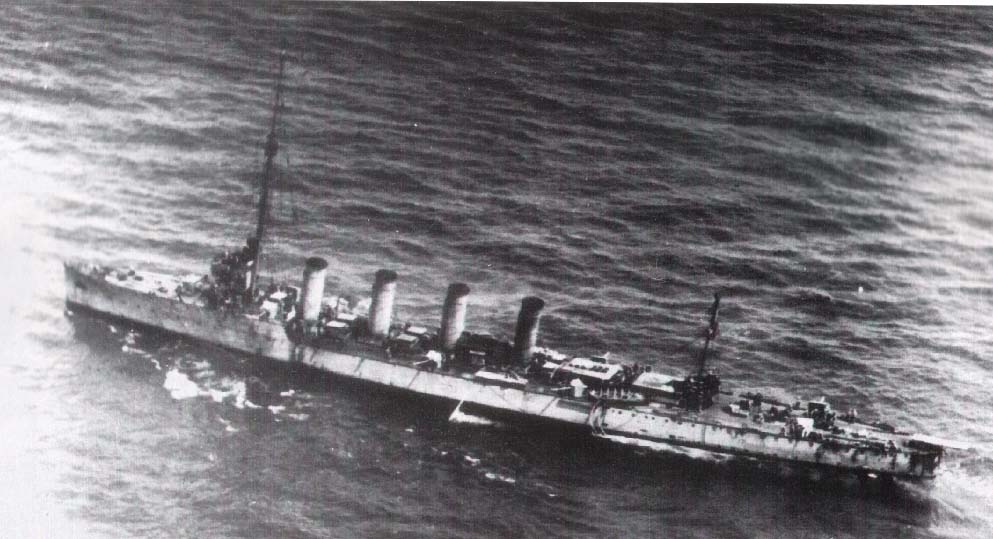
A sérült Novara az Otrantói csata után

Az osztály minden tagja sok bevetést teljesített, gyakorlatilag az egész első világháborút végigharcolták, sok esetben a K.u.K. Kriegsmarine igáslovai voltak, leggyakrabban a Tátra-osztályú gyors rombolókkal együtt bevetve. Jelentősebb akcióknak tekinthetjük az 1915. március 23-ai tömegtámadást az olasz partok ellen, amelyben az osztály minden tagja részt vett. Még ebben az évben, december 29-én a Helgoland bevetésre került a Durazzói csatában, ahol a nagy túlerő és a reménytelen helyzet ellenére is haza tudott térni, bár 5 találatot is kapott. 1916. augusztus 29-én és 30-án a teljes k.u.k. flottával együtt az osztály valamennyi tagja kifutott, hogy az olasz keleti partokat támadják. 1917. május 14-15-én mind a három Helgoland-osztályú cirkáló részt vett a Földközi-tengeren lezajlott legnagyobb I. világháborús tengeri ütközetben, az Otrantói csatában, ahol is egy rombolót és 12 őrhajót süllyesztettek el saját veszteség nélkül, bár a Novara több súlyos találatot is kapott, épségben hazaért. 1918. június 9-én az osztály valamennyi tagja áthajózott Cattaróba, hogy részt vegyen egy nagy erejű támadásban az Otrantói tengerzár ellen. Mivel az olasz flotta időközben elsüllyesztette az SMS Szent István csatahajót, így a vállalkozást törölték.

## Sorsuk a háború után
A vesztes háború után a Monarchia elvesztette teljes tengerpartját, így a flottáját is át kellett adnia az antant államainak. A Saidát és a Helgolandot az olaszok kapták meg, akik szolgálatba is állították mindkettőt Venezia, illetve Brindisi néven. Kivonásuk a hadrendből 1930-ban, illetve 1929-ben történt meg, de utána is funkcionáltak lakóhajóként. Mindkettőt 1939-ben bontották szét. A Novarát a franciáknak ítélte a tengerészeti döntőbizottság, akik Thionville néven állították szolgálatba és iskolahajóként cirkált immáron francia lobogó alatt. Csak 1942-ben törölték a flotta névjegyzékéből és adták el lebontásra, ezzel feltehetőleg az utolsó olyan hajó volt, ami az egykori Császári és Királyi Haditengerészet egysége volt.

## Összesítés
Összességben kijelenthető, hogy a Helgoland-osztály tagjai nagyon jól, sőt kiemelkedően hatékonyan harcoltak az első világháborúban. Önmagában az a tény, hogy mindegyik egység túlélte a világégés végét, már nagy fegyvertény. Nem mellékes az sem, hogy a három hajó együttvéve tekintélyes antant flottaegységet süllyesztett el, talán a legtöbbet a Monarchia bármelyik hajóosztálya részéről. Számos bevetést teljesítettek és sebességüknek, felépítésüknek köszönhetően mindegyiket átvészelték, még sérülten is. Végig túlerő ellen harcoltak, mégsem veszett egy sem oda közülük. Ebben szerepe volt a bátor és kezdeményező tisztikarnak, valamint a legénység szakértelmének is. Jól mutatja használhatóságukat, korszerűségüket, hogy a világ két igen jelentős tengeri hatalma, Franciaország és Olaszország a nekik megítélt hajók közül ezeket tartották a legtovább szolgálatban az egykori központi hatalmak hadizsákmányából. Jól megépített, kiemelkedően gyors és modern hajók voltak, a kor legjobbjai.

## Névváltozatok
Német nyelvterületen, illetve magyarul is nevük Helgoland-osztály, illetve ennek német megfelelője, Helgoland-Klasse. Azonban sok helyen úgy találkozunk említésével, hogy Rapidkreuzer. Ez magyarul „gyorscirkáló”-t jelent, összefoglaló neve az Admiral Spaun- és Helgoland-osztálynak. Ezen nevét egyértelműen a gyorsaságról kapta, illetve sokat használták felderítő bevetésekre is, sebessége folytán. Egyébként a Rapidkreuzer név használata gyakoribb, amit indokol az is, hogy a német Császári Haditengerészetnek is volt egy ilyen nevű hajóosztálya még 1908-ból. Angol nyelvterületen Novara-osztálynak (Novara class cruiser) nevezik a hajót, illetve még pár európai nyelvben is inkább ez az elnevezés elterjedtebb.

## Galéria

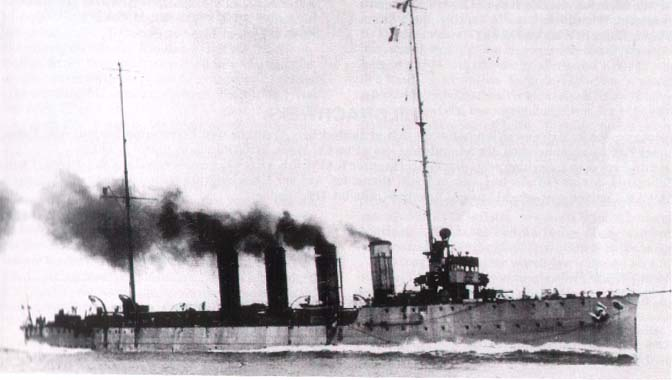
Az SMS Helgoland, az osztály névadó tagja
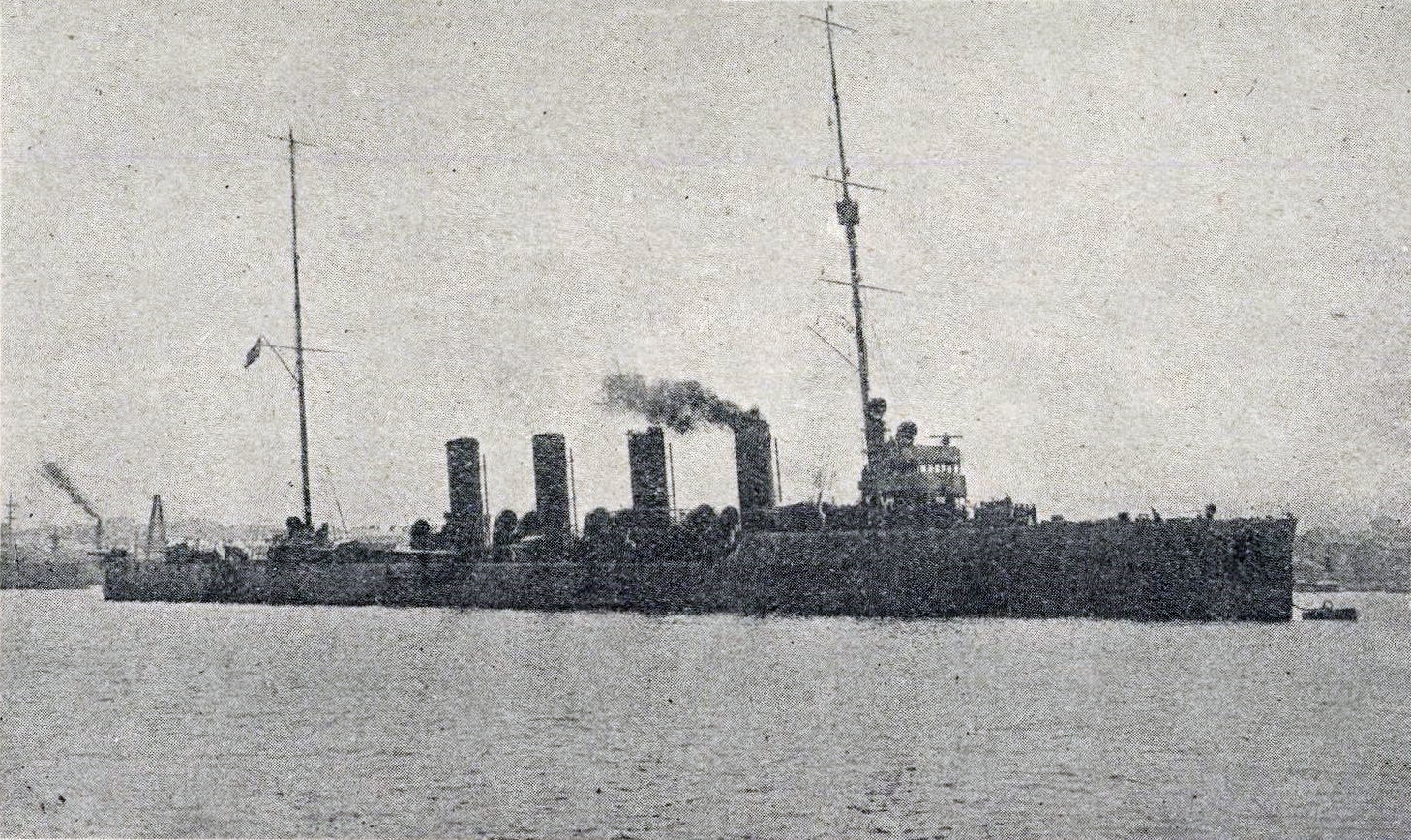
Az SMS Novara
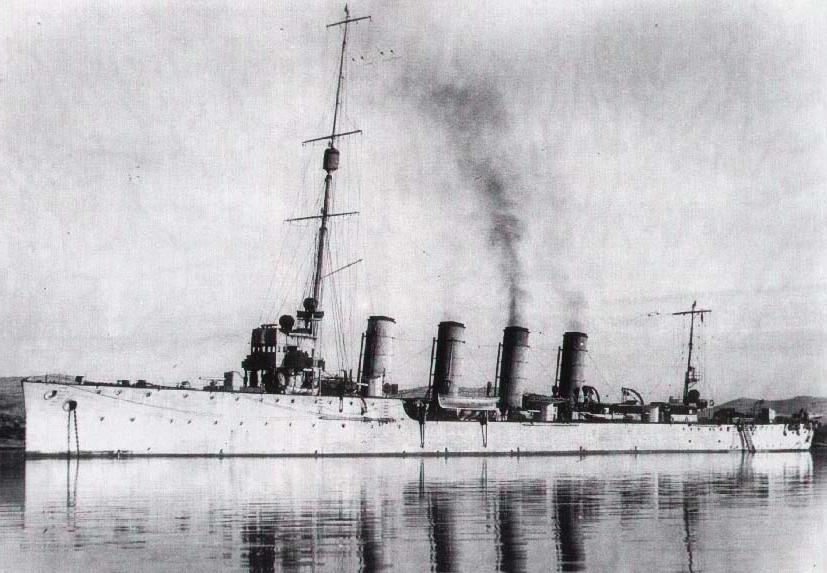
Az SMS Saida
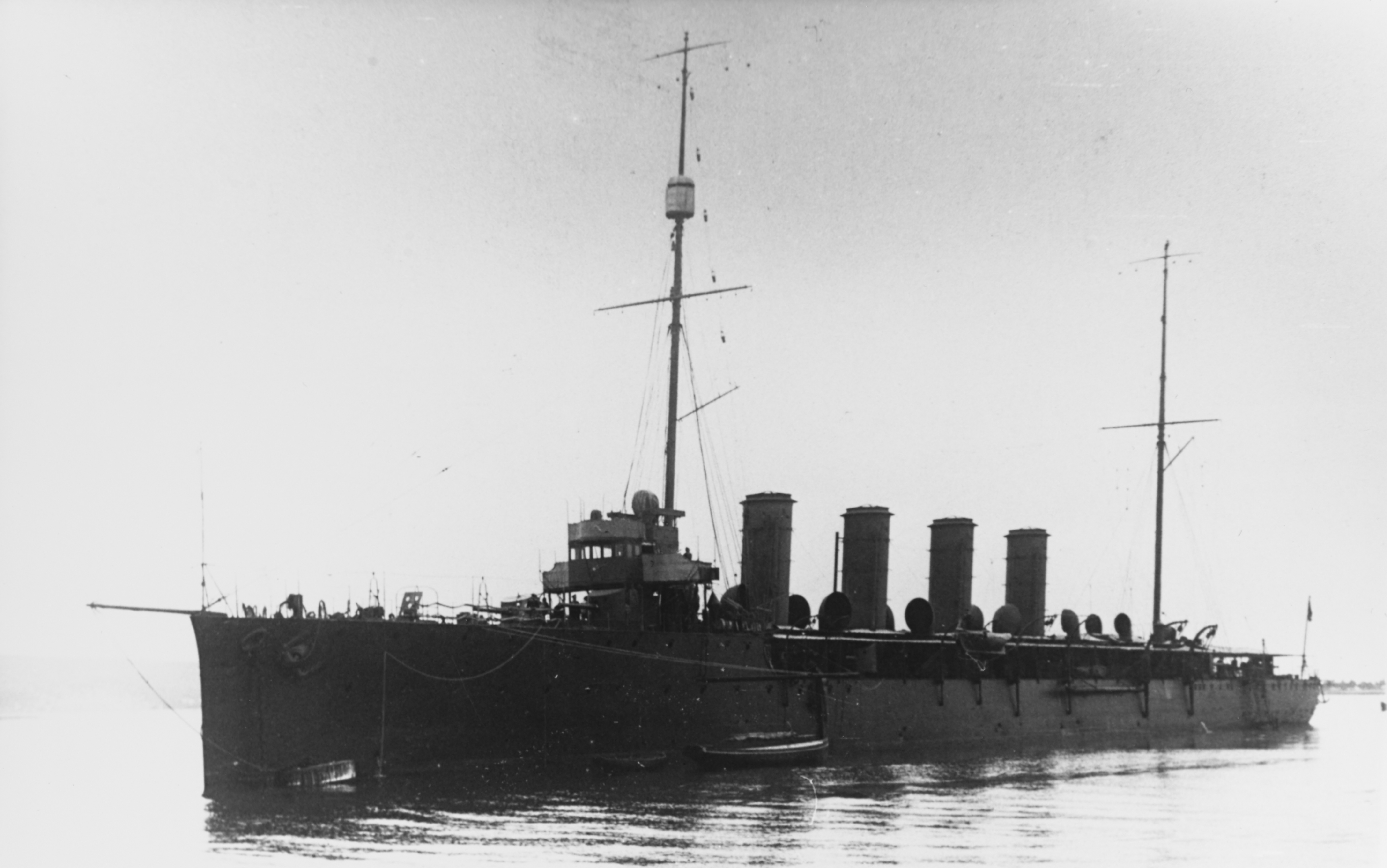
Az SMS Admiral Spaun, amelynek továbbfejlesztett változata a Helgoland-osztály

## Fordítás
- Ez a szócikk részben vagy egészben a Rapidkreuzer című német Wikipédia-szócikk ezen változatának fordításán alapul.  Az eredeti cikk szerkesztőit annak laptörténete sorolja fel. Ez a jelzés csupán a megfogalmazás eredetét és a szerzői jogokat jelzi, nem szolgál a cikkben szereplő információk forrásmegjelöléseként.
- Ez a szócikk részben vagy egészben a Novara class cruiser című angol Wikipédia-szócikk ezen változatának fordításán alapul.  Az eredeti cikk szerkesztőit annak laptörténete sorolja fel. Ez a jelzés csupán a megfogalmazás eredetét és a szerzői jogokat jelzi, nem szolgál a cikkben szereplő információk forrásmegjelöléseként.

## Külső hivatkozások
- Rapidkreuzer a Kriegsmarine oldalán Archiválva 2012. február 5-i dátummal a Wayback Machine-ben (németül)